# Maria João Bustorff
Maria João Espírito Santo Bustorff Silva (ur. 13 sierpnia 1950 w Lizbonie) – portugalska działaczka kulturalna i nauczyciel akademicki, w latach 2004–2005 minister kultury.

## Życiorys
Absolwentka nauk społecznych i politycznych w ISCSP w ramach Universidade Técnica de Lisboa (1973). Pracowała na różnych stanowiskach w administracji publicznej, m.in. w 1980 została doradcą sekretarza stanu do spraw edukacji. Została także wykładowcą socjologii na Universidade Nova de Lisboa. Wieloletnia działaczka założonej przez jej dziadka fundacji Fundação Ricardo do Espírito Santo, zajmującej się renowacją zabytków ruchomych w Portugalii i Brazylii, prowadzeniem muzeum sztuki zdobniczej oraz szkół zajmujących się kształceniem w zakresie dekoratorstwa i rzemiosła. Objęła w jej ramach stanowisko przewodniczącej rady dyrektorów. Powoływana również w skład organów innych instytucji kulturalnych, w tym fundacji Centro Cultural de Belém.
Od lipca 2004 do marca 2005 sprawowała urząd ministra kultury w gabinecie Pedra Santany Lopesa.

## Odznaczenia
- Wielki Oficer Orderu Zasługi (1998, Portugalia)[4]
- Krzyż Wielki Orderu Zasługi Kulturalnej (2001, Brazylia)
- Wielki Oficer Orderu Krzyża Południa (2002, Brazylia)
- Order Zasługi Republiki Włoskiej I klasy (2005, Włochy)[5]